# Introducción a la vida devota
Introducción a la vida devota es una obra de San Francisco de Sales, muy difundida desde que en 1608 se publicó la primera edición en francés; ha sido traducida a un gran número de idiomas, y es una de las principales obras de la literatura cristiana.

## Origen y difusión de la obra
El libro, publicado por primera vez en noviembre de 1608, tuvo su origen en las cartas que Francisco de Sales dirigió durante dos años a Louise du Chastel de Charmoisy, esposa de un primo de Francisco, que deseaba progresar en la vida espiritual -llevar una vida devota en la terminología de la época-; estas cartas fueron leídas entre las amigas de Louise y, siendo conocidas por un jesuita, Jean Fourier, quien se puso en contacto con Francisco de Sales y le animó a publicarlas en un libro.
Tenía entonces Francisco 41 años, con una gran experiencia en la dirección de almas, tarea que había cuidado desde su ordenación sacerdotal 15 años antes. Había sido ordenado sacerdote el 18 de diciembre de 1593, y consagrado obispo el 8 de diciembre de 1602 y cuando pública el libro era obispo coadjutor de Ginebra, aunque la ocupación de esa ciudad por el Calvino, había obligado a trasladar la curia diocesana a Annecy en la Alta Saboya.
Cuando Francisco da forma de libro a las cartas que había ido enviando a Louise, completándolas y ordenándolas, para darle una estructura clara al libro, decide mantener el carácter epistolar, de modo que a lo largo de todos los capítulos, se dirige a  un personaje ficticio, Philotea, esto "la que desea amar a Dios".
En 1619, dos años de su muerte, Francisco de Sales, revisó y completó el texto que había publicado en 1608; en ese momento el libro había tenido ya una amplia difusión y traducido a varios idiomas. Ya en vida del santo su libro había tenido más de 40 ediciones, y estaba especialmente difundido por Francía, Flandes, Alemania y España. Había sido leído por el rey Francés Enrique IV, y la reina María de Médicis había reglado un ejemplar "decorado con diamantes" al rey de Inglaterra.

## Ediciones en español
En 1618, se publicó en Bruselas una traducción al español, realizada por Sebastián Fernández de Eyzaguirre. Al parecer la traducción no era buena, al menos eso consideraba el librero francés Pedro Mallard, que "deseando mostrar la afición que tengo a la nación [española]", encomendó a Francisco de Quevedo que preparase una nueva edición, tarea que realizó con esmero pues como expuso el nuevo traductor "me determiné a trabajar en restituirle a sí propio, imitando en este cuido al que limpia el oro, que solo atiende a descubrirle, sin gastarle; advirtiendo que quien le disminuye, más roba que limpia, y antes merece el nombre de ladrón que el de artífice"; esta nueva traducción fue publicada en Madrid, en 1634.
Aunque los elogios a la traducción de Quevedo se repiten en diversos estudiosos hasta el presente, no falta quienes la crítica, afirmando que para revisar la traducción de Fernández de Eyzaguirre apenas se ha consultado la versión francesa original. Esta es la opinión de Francisco de Cubillas y Donayague que en 1663 realiza una nueva traducción de la de Bruselas, "enmendada y añadida". Esa versión fue repetida veces reeditada durante el siglo XVIII, siendo la más difundida hasta la nueva traducción realizada por Pedro de Silva, publicada en 1808.
Pedro de Silva, ante las traducciones de Quevedo y de Cubillas, ve aciertos y errores que merecen ser resueltos; así refiriéndose a la de Cubillas, afirma "Creyó que podrá emprender este trabajo después de haberle desempeñado todo un D. Francisco de Quevedo", aunque añade, "y así yo siempre alabarle el esmero con que se aplicó a mejorar la traducción de Quevedo, aunque conozco que todavía quedó mucho de corregir en la suya".  Desde ese momento la versión de Silva ha sido la más difundida, aunque posteriormente se han publicado en español, diversas traducciones.

## Planteamiento y estilo
La Introducción a la vida devota, como las cartas a Louise du Chastel en la que se basa, tiene un objetivo claro: poner a disposición de todos la vida devota, es decir, el trato con Dios y el cuidado de la vida espiritual. Ya en el tercer capítulo del libro, el autor afirma:

No solo es error, pero herejía, el querer desterrar la vida devota de la compañía de los soldados, de la tienda de los oficiales, de las cortes de los príncipes y de la familia de los casados.
Francisco de Sales, Introducción a la vida devota, Ed. Palabra, Madrid, 1980, p. 38.

Además trata de hacer amable y atractiva la práctica de la devoción, transmite de este modo su propia experiencia espiritual en la que unía la amabilidad en el trato, la comprensión hacia los demás, con la exigencia en su propia vida y la firmeza en la fe. Pío XI, en la encíclica en la conmemora el tercer centenario de la muerte de San Francisco de Sales, ha expresado así este mensaje del santo

después distinguir la genuina piedad de aquella aspereza que desanima y atemoriza para el ejercicio de las virtudes, aunque esto no elimina la severidad propia de la moderación cristiana, quiere mostrar cómo la santidad es perfectamente compatible con todo oficio y condición de la vida civil,
Pío XI,  encíclica Rerum omnium perturbationem, 26.01.1923: AAS vol. XV, p. 55

Para todo ello utiliza el un estilo sencillo, lejos de la terminología ascética de los textos en latín que sobre una materia similar se dirigía a los eclesiásticos y religiosos. Abundan las ejemplos sencillos, incluso pintorescos, en un gran número referido al mundo de la zoología, tratando de sacar enseñanzas del comportamiento de distintos animales; frecuentemente resultan pintorescos, y faltos de rigor, pero que indudablemente ayudaban a sus lectores, y aún hoy pueden leerse con simpatía.

## Contenido y estructura de la obra
Sales divide el libro en cinco partes, el título que recibe cada una de ellas expresa bien, su contenido, formulado a modo de avisos (consejos) al lector. La propia estructura del libro da razón del camino que traza para la vida espiritual de los que se dispongan a seguir esos consejos.
- Primera parte. En el cual se contienen los avisos y ejercicios necesarios para conducir el alma desde su primer deseo de vida devota hasta una entera resolución de abrazarla.
- Segunda parte. La cual contiene diversos avisos para levantar el alma a Dios en la oración y los sacramentos
- Tercera parte, En la cual se contiene mucho avisos necesarios al ejercicio de las virtudes.
- Cuarta parte. En la cual se contienen los avisos necesarios contra la tentaciones más ordinarias
- Quinta parte. En la cual se contiene los ejercicios y avisos necesarios para renovar el alama y confirmarla en la devoción.